# Злобин, Константин Михайлович
Константин Михайлович Злобин (род. 29 июля 1902; Бирск, Уфимская губерния, Российская империя — 18 (20) мая 1973; Ленинград, РСФСР, СССР) — советский актёр театра и кино. Заслуженный артист РСФСР (1939).

## Биография
Родился 29 июля 1902 года в Бирске Уфимской губернии в семье отца, который служил бухгалтером в городской управе и матери, которая занималась домашним хозяйством и воспитывала двоих детей.
После получения начального образования, Злобин продолжил обучение в реальном училище, которое окончил в 1919 году. Дальше стал работать разнорабочим в различных сферах деятельности.
После работы в 1927 году, Злобин был демобилизован политотделом 57-й уральской дивизии и направлен на учёбу в Ленинградский техникум сценических искусств. Там поступил на драматическое отделение в мастерскую к Н. В. Петрову и Е. В. Елагиной. Служил в Театре под руководством С. Э. Радлова. Во время Великой Отечественной войны являлся артистом Театра Красной Армии Среднеазиатского военного округа (САВО).  В 1943 году решением Комитета по делам искусств был переведён в труппу Ленинградского театра комедии, в котором прослужил до конца своих дней. 
Ушёл из жизни 18 (20) мая 1973 года в Ленинграде. Похоронен на Северном кладбище.

### Семья[1]
- Нина Михайловна Злобина (род. 1906) — родная сестра, актриса. Играла в Театре имени Моссовета.
- Клементина Валериановна Трончинская (род. 1907) — супруга.
- Был отец и мать.

## Творчество

### Фильмография
- 1938 — Детство маршала — Аким
- 1939 — Наездник из Кабарды — ветврач
- 1939 — Огненные годы — Наливайко
- 1939 — Хирургия — Егорыч
- 1940 — Возвращение — милиционер
- 1940 — Шестьдесят дней — командир запаса
- 1954 — Мы с вами где-то встречались — главный бухгалтер театра
- 1955 — Михайло Ломоносов — придворный
- 1957 — Новые похождения Кота в сапогах — Кривелло
- 1960 — Чужая беда — старый колхозник
- 1968 — Перед бурей — участие
- 1968 — Старая, старая сказка — тюремщик
- 1969 — Вам! — участие
- 1970 — Тим Талер, или проданный смех — деловой партнёр Треча
- 1973 — Открытая книга — Никольский

## Оценочные мнения
- По мнению киноведа Алексея Тремасова, когда Молодой театр был объединён с Ленинградским Новым театром, то на его сцене Константин Михайлович проявил себя прекрасным характерно-комедийным актёром[1].

## Звания и награды
- Заслуженный артист РСФСР (1939)[1].